# Aloe rubrolutea
Aloe rubrolutea é uma espécie de liliopsida do gênero Aloe, pertencente à família Asphodelaceae.